# Ostoja Kozubowska
 Ostoja Kozubowska (kod PLH260029) – specjalny obszar ochrony siedlisk sieci Natura 2000, zlokalizowany na terenie województwa świętokrzyskiego. Obszar obejmuje powierzchnię 4181,50 ha. Teren wyznaczony został w celu długotrwałego zabezpieczenia naturalnych siedlisk życia.

## Siedliska pod ochroną(zkodem siedlisk)
- 40A0: subkontynentalne zarośla okołopannońskie
- 5130 formacje z jałowcem pospolitym (Juniperus communis) na wrzosowiskach lub nawapiennych murawach[1]
- 6210 murawy kserotermiczne (Festuco-Brometea i ciepłolubne murawy z Asplenion septentrionalis Festucion pallentis)[1]
- 6510 niżowe i górskie świeże łąki użytkowane ekstensywnie (Arrhenatherion elatioris)[1]
- 9170 grąd środkowoeuropejski i grąd subkontynentalny (Galio-Carpinetum, Tilio-Carpinetum)[1]
- 91F0 łęgowe lasy dębowo-wiązowo-jesionowe (Ficario-Ulmetum)[1]
- 91I0 ciepłolubne dąbrowy (Quercetalia pubescenti petraeae)[1].